# Rashid Hussain
Tan Sri Abdul Rashid Hussain (* 1946 in Singapur) ist ein malaysischer Unternehmer. Er ist der Gründer der RHB Group. In weniger als einem Jahrzehnt baute er ein Finanzdienstleistungskonglomerat auf, das eine Aktienhandelsfirma, eine Geschäftsbank, ein Finanzunternehmen und eine Handelsbank, die RHB Bank, umfasste.

## Leben
Er begann seine Karriere im Finanzdienstleistungsbereich 1971 bei Strauss Turnbull in Großbritannien und kehrte 1975 nach Malaysia zurück, um bei Bumiputra Merchant Bankers Bhd zu arbeiten. 1983 verließ er dann Bumiputra Merchant Bankers, um Rashid Hussain Securities zu gründen. Unter seiner Führung wurde RHB Securities zu einem der führenden Aktienmakler in Malaysia.
Hussain war von 1995 bis 2000 Vorsitzender von Putrajaya Holdings Sdn Bhd und war von 1994 bis 1998 Vorstandsmitglied und Vorsitzender des Exekutivausschusses von Khazanah Nasional Berhad.

## Familie
Er war mit der Tochter von Robert Kuok verheiratet. Hussain ist der jüngste Sohn von Mohammed Hussain, der aus Penang stammte und später nach Singapur zog und dort ein erfolgreiches Geschäft aufbaute. Seine Mutter ist malaiisch-arabischer Abstammung.
| Personendaten    | Personendaten            |
| ---------------- | ------------------------ |
| NAME             | Hussain, Rashid          |
| KURZBESCHREIBUNG | malaysischer Unternehmer |
| GEBURTSDATUM     | 1946                     |
| GEBURTSORT       | Singapur                 |